# Premi honorífic Montserrat Abelló a la trajectòria en l'àmbit de la traducció
El Premi honorífic Montserrat Abelló a la trajectòria en l'àmbit de la traducció és un dels guardons que s'atorguen en el marc dels Premis Literaris Ciutat de Tarragona, actualment organitzats i convocats per l’ajuntament de la ciutat, per mitjà de la Casa de les Lletres, Òmnium Cultural del Tarragonès i el Centre de Normalització Lingüística de Tarragona.
El Premi Montserrat Abelló té per objectiu honorar la feina dels traductors literaris. S'institueix des del 2002 i, com que no concurrència competitiva, no té dotació econòmica i consisteix en la Musa d’honor de Tarragona. El nom pretén honorar Montserrat Abelló i Soler, traductora i poeta tarrogonina.

## Premiats
- 2022 - Joaquim Mallafrè i Gavaldà
- 2023 - Joan Francesc Mira i Casterà
- 2024 - Anna Casassas i Figueras
- 2025 - Feliu Formosa i Torres[2][3]